# Маска (Арад)
Маска (рум. Mâsca) насеље је у Румунији у жупанији Арад, Ширија. Oпштина се налази на надморској висини од 145 m.

## Историја
Место су Срби називали Мска. У њему је 1755. године било 77 српских домова. Српска православна црква од дрвета посвећена Успењу Пресвете Богородице, освећена је 1747. године. Иконостас је из 19. века, као и 17 целивајућих икона у олтару, све рад непознатих иконописаца. Постојала је претпоставка да је иконостас (рад Стефана Тенецког) у ствари купљен у Араду, где је скинут из храма Св. апостола Петра и Павла.

## Становништво
Према подацима из 2002. године у насељу је живело 959 становника.

### Попис2002.
| Расподела становништва по националности 2002.‍ | Расподела становништва по националности 2002.‍ | Расподела становништва по националности 2002.‍ | Расподела становништва по националности 2002.‍ | Расподела становништва по националности 2002.‍ |
| --------------------------------------------- | --------------------------------------------- | --------------------------------------------- | --------------------------------------------- | --------------------------------------------- |
|                                               |                                               |                                               |                                               |                                               |
| Румуни                                        | Румуни                                        |                                               | 942                                           | 98,7%                                         |
| Мађари                                        | Мађари                                        |                                               | 7                                             | 0,7%                                          |
| Украјинци                                     | Украјинци                                     |                                               | 5                                             | 0,5%                                          |